# Freedom (Akon-album)
A Freedom című album Akon amerikai-szenegáli R&B énekes és rapper harmadik nagylemeze. 2008. december 2-án jelent meg. Több mint 3,5 millió darabot adtak el belőle. Az album elkészítésében Kardinal Offishall, Colby O’Donis, Sweet Rush, Lil Wayne, Young Jeezy, T-Pain, Ray Lavender és Wyclef Jean is részt vettek.
Néhány kislemez az albumról:
Right Now (Na Na Na), Beautiful, Troublemaker, I’m So Paid.

## Számok listája
1. Right Now (Na Na Na)
2. Beautiful  (Featuring Colby O’Donis and Kardinal Offishall)
3. Keep You Much Longer
4. Troublemaker  (Featuring Sweet Rush)
5. We Don't Care
6. I’m So Paid  (Featuring Lil Wayne and Young Jeezy)
7. Holla Holla  (Featuring T-Pain)
8. Against the Grain  (Featuring Ray Lavender)
9. Be with You
10. Sunny Day  (Featuring Wyclef Jean)
11. Birthmark
12. Over the Edge
13. Freedom